# Hydnora
Genre
Synonymes
Aphyteia Ach
Hydnora est un genre de plantes à fleurs de la famille des Aristolochiaceae. Ce sont des plantes parasites de Fabaceae qui sont originaires d'Afrique, de Madagascar, et de la péninsule Arabique.

## Étymologie
Le nom du genre Hydnora dérive du Grec ancien ὕδνον (« truffe »),, en raison de la structure somatique de ce parasite racinaire.

## Génomique
L'un des plus petits génomes de plastes parmi les plantes à fleurs a été trouvé dans le genre Hydnora. Par rapport au génome chloroplastique de ses parents photosynthétiques les plus proches, le plastome d'Hydnora visseri montre une réduction extrême à la fois de la taille (environ 27 kilo paires de bases) et du contenu en gènes (24 gènes semblent être fonctionnels).

## Ethnobotanique

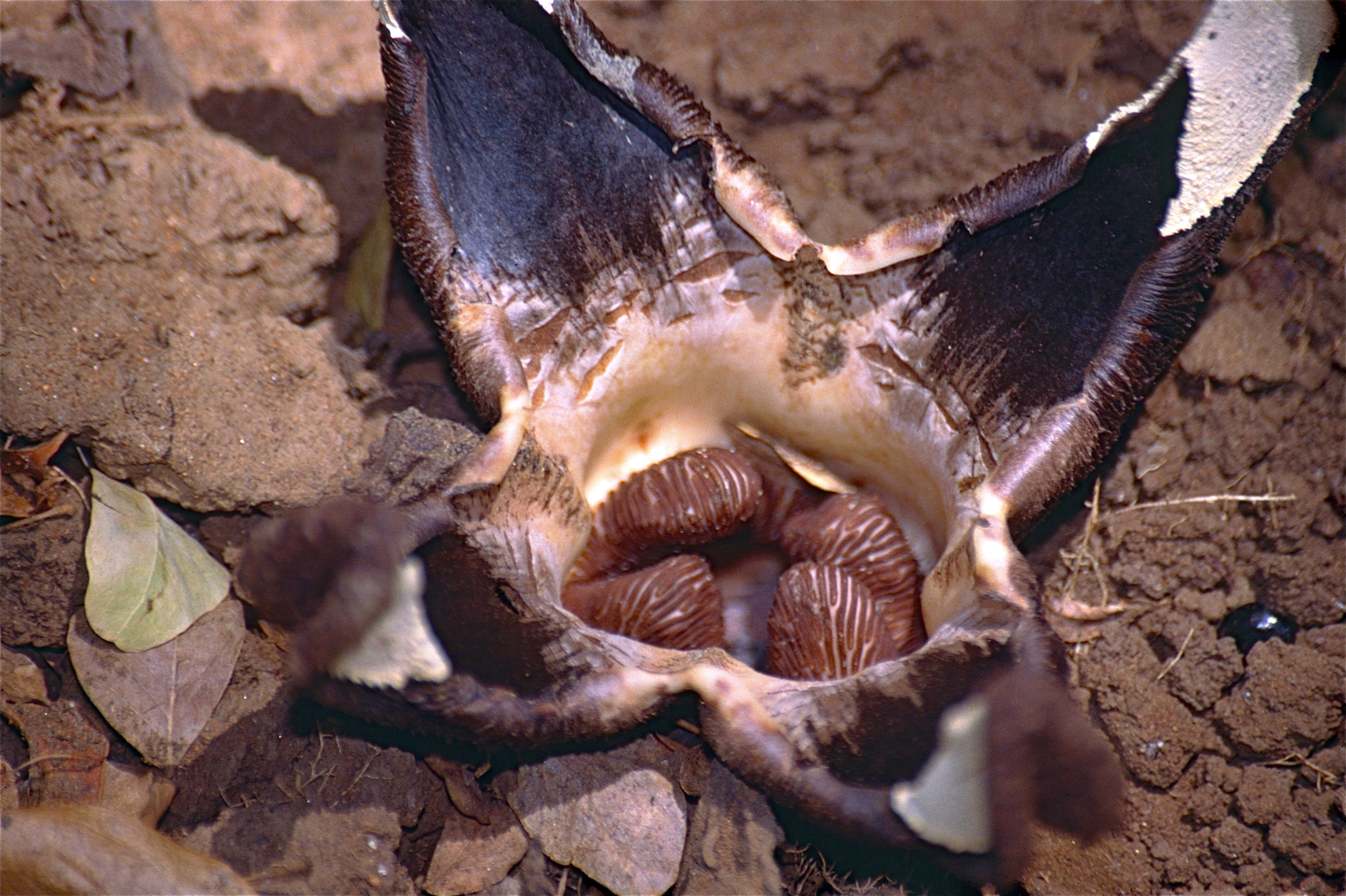
Hydnora esculenta.

Hydnora abyssinica est vendue sur les marchés d'herbes d'Afrique australe au Mozambique et en Afrique du Sud. En Afrique du Sud, les Xhosa utiliseraient une fine pâte de rhizome d'Hydnora en poudre pour traiter l'acné et d'autres affections cutanées. En Ouganda, les Hydnora spp. seraient utilisés comme aliments (fruits) et médicaments (rhizomes) contre la diarrhée, l'hypertension et le diabète bien que ces affirmations n'aient pas été confirmées.

## Taxonomie
Les espèces suivantes sont répertoriées dans le gendre Hydnora :
1. Hydnora abyssinica A.Br. - Oman, Yémen, Arabie saoudite; S + C + SE + E Afrique Érythrée + Soudan à la Namibiee + KwaZulu-Natal
2. Hydnora africana Thunb. - Angola, Namibie, Province du Cap
3. Hydnora arabica[14]Bolin & Musselman - Oman & Yémen
4. Hydnora esculenta Jum. & H.Perrier - Madagascar
5. Hydnora sinandevu Beentje & Q.Luke - Kenya, Tanzanie
6. Hydnora triceps Drège & E.Mey. - Cap-Nord, Namibie
7. Hydnora visseri Bolin, E.Maass, & Musselman - Cap-Nord, Namibie